# Canton de Vaison-la-Romaine
Le canton de Vaison-la-Romaine est une circonscription électorale française située dans le département de Vaucluse en région Provence-Alpes-Côte d'Azur.

## Histoire
À la suite du redécoupage cantonal de 2014, les limites territoriales du canton sont remaniées. Le nombre de communes du canton passe de 13 à 29.

## Représentation

### Conseillers généraux de 1833 à 2015
| Période   | Période                   | Identité                                                 | Étiquette   | Qualité |
| --------- | ------------------------- | -------------------------------------------------------- | ----------- | --- |
| 1833      | 1847 (décès)              | Rostaing Louis Rodolphe Bertrand de Montfort (1778-1847) |             | Juge de paix, ancien maire de Vaison-la-Romaine (1812-1825)                                                                                          |
| 1848      | 1852                      | Laurent Mazen                                            |             | Maire de Vaison-la-Romaine (1848-1855) |
| 1852      | 1870                      | André Isidore Gautier                                    |             | Juge de paix à Beaumes, notaire à Vaison-la-Romaine                                                                                                  |
| juin 1870 | novembre 1870             | Eugène Gontard                                           |             | Maire de Vaison-la-Romaine (1865-1870) |
| 1870      | 1871                      | Jean Joseph Rol                                          |             | Marchand de cuir à Vaison-la-Romaine |
| 1871      | 1880                      | Eugène Gontard                                           | Droite      | Maire de Vaison-la-Romaine (1865-1870 et 1871-1878)                                                                                                  |
| 1880      | 1886                      | Léon Béraud                                              | Républicain | Maire de Vaison-la-Romaine (1870-1871 et 1878-1885)                                                                                                  |
| 1886      | 1892                      | Jules Mazen                                              | Droite      | Maire de Vaison-la-Romaine (1888-1906) |
| 1892      | 1898                      | Alfred Guibert                                           | Républicain | Avoué à Avignon |
| 1898      | 1912 (démission)          | Jules Bourret                                            | Rad         | Viticulteur à Séguret |
| 1913      | 1941 (démission d'office) | Ulysse Fabre                                             | Rad         | Industriel Maire de Vaison-la-Romaine (1919-1940) Sénateur (1936-1940) Président du Conseil Général (1922-1940) Révoqué par le Gouvernement de Vichy |
| 1942      | 1945                      | André Mévil                                              |             | Président de la délégation spéciale de Cairanne Nommé conseiller départemental en 1942                                                               |
| 1945      | 1951                      | Lucien Grangeon                                          | PCF         | Agent d'assurances Maire de Vaison-la-Romaine (1944-1947) Sénateur (1946-1948)                                                                       |
| 1951      | 1970                      | Théo Desplans                                            | DVG puis RI | Maire de Vaison-la-Romaine (1947-1971) |
| 1970      | 1994                      | Yves Meffre                                              | CIR puis PS | Maire de Vaison-la-Romaine (1971-1983 et 1989-1992)                                                                                                  |
| 1994      | 2015                      | Claude Haut                                              | PS          | Directeur territorial Sénateur de Vaucluse (1995-2020) Maire de Vaison-la-Romaine (1992-2001) Président du Conseil général (2001-2015)               |

### Conseillers d'arrondissement (de 1833 à 1940)
| Période                                  | Période | Identité                        | Étiquette | Qualité |
| ---------------------------------------- | ------- | ------------------------------- | --------- | --- |
| 1833                                     |         | Camille Maxime Delaleu (?-1873) |           | Propriétaire rentier, maire de Vaison                                                                       |
|                                          |         |                                 |           | |
| 1895                                     | 1901    | M. Gondran                      |           | Avocat |
| 1901                                     | 1913    | Isidore Blanc                   | Radical   | Maire de Saint-Romain-en-Viennois                                                                           |
| 1913                                     | 1919    | Cyprien Fabre                   | Radical   | Propriétaire, maire de Cairanne                                                                             |
|                                          |         |                                 |           | |
|                                          |         | Claudius Charrasse              | Radical   | Président des mutilés, Vaison-la-Romaine                                                                    |
|                                          | 1940    | Clément Artillan                | Radical   | Adjoint au maire de Vaison-la-Romaine                                                                       |
| 1940                                     |         |                                 |           | Les conseils d'arrondissement ont été suspendus par la loi du 12 octobre 1940 et n'ont jamais été réactivés |
| Les données manquantes sont à compléter. |         |                                 |           | |

### Conseillers départementaux depuis 2015
| Période élective | Période élective | Mandat        | Mandat   | Identité                    | Nuance | Nuance | Qualité                                                                                                   |
| ---------------- | ---------------- | ------------- | -------- | --------------------------- | ------ | ------ | --- |
| 2015             | 2021             | 2015          | 2015     | Claude Haut (démission)     |        | PS     | Sénateur (1995-2020)                                                                                      |
| 2015             | 2021             | 1er août 2015 | 2021     | Xavier Bernard (Remplaçant) |        | DVG    | Maire d'Entrechaux (1983-2020) Ancien conseiller général du Canton de Malaucène (1985-2015)               |
| 2015             | 2021             | 2015          | 2021     | Sophie Rigaut               |        | PS     | Directrice de cabinet de Claude Haut Conseillère municipale d'opposition de Vaison-la-Romaine depuis 2020 |
| 2021             | 2028             | 2021          | en cours | Sophie Rigaut               |        | PS     | Conseillère sortante                                                                                      |
| 2021             | 2028             | 2021          | en cours | Alexandre Roux              |        | DVG    | Chef sommelier, adjoint de direction, maire d'Entrechaux                                                  |

À l'issue du 1er tour des élections départementales de 2015, trois binômes sont en ballotage : Claude Haut et Sophie Rigaut (PS, 37,25 %), Philippe de Beauregard et Lorraine Micoud (FN, 29,91 %) et Bénédicte Martin et Jean-François Perilhou (UMP, 26,69 %). Le taux de participation est de 61,44 % (13 645 votants sur 22 209 inscrits) contre 54,43 % au niveau départemental et 50,17 % au niveau national.
Au second tour, Claude Haut et Sophie Rigaut (PS) sont élus avec 40,82 % des suffrages exprimés et un taux de participation de 65,27 % (5 725 voix pour 14 427 votants et 22 105 inscrits).
Claude Haut est sénateur LREM.

## Composition

### Composition avant 2015

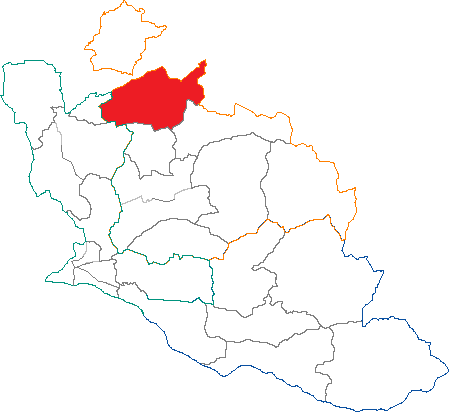
Situation du canton de Vaison-la-Romaine dans le département de Vaucluse avant 2015.

Le canton de Vaison-la-Romaine regroupait 13 communes.
| Nom                           | Code Insee | Codepostal | Superficie (km2) | Population (dernière pop. légale) | Densité (hab./km2) |
| ----------------------------- | ---------- | ---------- | ---------------- | --------------------------------- | ------------------ |
| Vaison-la-Romaine (chef-lieu) | 84137      | 84110      | 26,99            | 6 123 (2012)                      | 227                |
| Buisson                       | 84022      | 84110      | 9,49             | 259 (2012)                        | 27                 |
| Cairanne                      | 84028      | 84290      | 22,51            | 1 013 (2012)                      | 45                 |
| Crestet                       | 84040      | 84110      | 11,48            | 409 (2012)                        | 36                 |
| Faucon                        | 84045      | 84110      | 8,65             | 428 (2012)                        | 49                 |
| Puyméras                      | 84094      | 84110      | 14,59            | 640 (2012)                        | 44                 |
| Rasteau                       | 84096      | 84110      | 18,81            | 814 (2012)                        | 43                 |
| Roaix                         | 84098      | 84110      | 5,83             | 646 (2012)                        | 111                |
| Saint-Marcellin-lès-Vaison    | 84111      | 84110      | 3,56             | 349 (2012)                        | 98                 |
| Saint-Romain-en-Viennois      | 84116      | 84110      | 9,00             | 857 (2012)                        | 95                 |
| Saint-Roman-de-Malegarde      | 84117      | 84290      | 8,21             | 335 (2012)                        | 41                 |
| Séguret                       | 84126      | 84110      | 21,04            | 849 (2012)                        | 40                 |
| Villedieu                     | 84146      | 84110      | 11,38            | 515 (2012)                        | 45                 |

### Composition depuis 2015
Le canton comprend désormais 29 communes entières.
| Nom                                       | Code Insee | Intercommunalité             | Superficie (km2) | Population (dernière pop. légale) | Densité (hab./km2) | Modifier                                    |
| ----------------------------------------- | ---------- | ---------------------------- | ---------------- | --------------------------------- | ------------------ | ------------------------------------------- |
| Vaison-la-Romaine (bureau centralisateur) | 84137      | CC Vaison Ventoux            | 26,99            | 5 920 (2022)                      | 219                | modifier les données · modifier les données |
| Le Barroux                                | 84008      | CA Ventoux-Comtat Venaissin  | 16,04            | 663 (2022)                        | 41                 | modifier les données · modifier les données |
| Beaumont-du-Ventoux                       | 84015      | CA Ventoux-Comtat Venaissin  | 28,16            | 307 (2022)                        | 11                 | modifier les données · modifier les données |
| Brantes                                   | 84021      | CC Vaison Ventoux            | 28,18            | 86 (2022)                         | 3,1                | modifier les données · modifier les données |
| Buisson                                   | 84022      | CC Vaison Ventoux            | 9,49             | 256 (2022)                        | 27                 | modifier les données · modifier les données |
| Cairanne                                  | 84028      | CC Vaison Ventoux            | 22,51            | 1 121 (2022)                      | 50                 | modifier les données · modifier les données |
| Camaret-sur-Aigues                        | 84029      | CC Aygues Ouvèze en Provence | 17,53            | 4 549 (2022)                      | 259                | modifier les données · modifier les données |
| Crestet                                   | 84040      | CC Vaison Ventoux            | 11,48            | 418 (2022)                        | 36                 | modifier les données · modifier les données |
| Entrechaux                                | 84044      | CC Vaison Ventoux            | 14,91            | 1 164 (2022)                      | 78                 | modifier les données · modifier les données |
| Faucon                                    | 84045      | CC Vaison Ventoux            | 8,65             | 454 (2022)                        | 52                 | modifier les données · modifier les données |
| Gigondas                                  | 84049      | CA Ventoux-Comtat Venaissin  | 27,14            | 435 (2022)                        | 16                 | modifier les données · modifier les données |
| Lafare                                    | 84059      | CA Ventoux-Comtat Venaissin  | 4,54             | 127 (2022)                        | 28                 | modifier les données · modifier les données |
| Malaucène                                 | 84069      | CA Ventoux-Comtat Venaissin  | 45,33            | 2 759 (2022)                      | 61                 | modifier les données · modifier les données |
| Puyméras                                  | 84094      | CC Vaison Ventoux            | 14,59            | 584 (2022)                        | 40                 | modifier les données · modifier les données |
| Rasteau                                   | 84096      | CC Vaison Ventoux            | 18,81            | 791 (2022)                        | 42                 | modifier les données · modifier les données |
| Roaix                                     | 84098      | CC Vaison Ventoux            | 5,83             | 622 (2022)                        | 107                | modifier les données · modifier les données |
| La Roque-Alric                            | 84100      | CA Ventoux-Comtat Venaissin  | 4,87             | 51 (2022)                         | 10                 | modifier les données · modifier les données |
| Sablet                                    | 84104      | CC Vaison Ventoux            | 11,10            | 1 433 (2022)                      | 129                | modifier les données · modifier les données |
| Saint-Léger-du-Ventoux                    | 84110      | CC Vaison Ventoux            | 19,29            | 27 (2022)                         | 1,4                | modifier les données · modifier les données |
| Saint-Marcellin-lès-Vaison                | 84111      | CC Vaison Ventoux            | 3,56             | 335 (2022)                        | 94                 | modifier les données · modifier les données |
| Saint-Romain-en-Viennois                  | 84116      | CC Vaison Ventoux            | 9,00             | 860 (2022)                        | 96                 | modifier les données · modifier les données |
| Saint-Roman-de-Malegarde                  | 84117      | CC Vaison Ventoux            | 8,21             | 339 (2022)                        | 41                 | modifier les données · modifier les données |
| Savoillan                                 | 84125      | CC Vaison Ventoux            | 8,81             | 74 (2022)                         | 8,4                | modifier les données · modifier les données |
| Séguret                                   | 84126      | CC Vaison Ventoux            | 21,04            | 773 (2022)                        | 37                 | modifier les données · modifier les données |
| Suzette                                   | 84130      | CA Ventoux-Comtat Venaissin  | 6,75             | 111 (2022)                        | 16                 | modifier les données · modifier les données |
| Travaillan                                | 84134      | CC Aygues Ouvèze en Provence | 17,65            | 721 (2022)                        | 41                 | modifier les données · modifier les données |
| Vacqueyras                                | 84136      | CA Ventoux-Comtat Venaissin  | 8,97             | 1 192 (2022)                      | 133                | modifier les données · modifier les données |
| Villedieu                                 | 84146      | CC Vaison Ventoux            | 11,38            | 480 (2022)                        | 42                 | modifier les données · modifier les données |
| Violès                                    | 84149      | CC Aygues Ouvèze en Provence | 14,79            | 1 745 (2022)                      | 118                | modifier les données · modifier les données |
| Canton de Vaison-la-Romaine               | 8416       |                              | 445,60           | 28 397 (2022)                     | 64                 | modifier les données                        |

## Démographie

### Démographie avant 2015
| 1962  | 1968  | 1975   | 1982   | 1990   | 1999   | 2006   | 2011   | 2012   |
| ----- | ----- | ------ | ------ | ------ | ------ | ------ | ------ | ------ |
| 8 772 | 9 284 | 10 163 | 11 273 | 11 737 | 12 374 | 13 169 | 13 302 | 13 237 |

### Démographie depuis 2015
En 2022, le canton comptait 28 397 habitants, en évolution de −0,91 % par rapport à 2016 (Vaucluse : +1,73 %, France hors Mayotte : +2,11 %).
| 2013   | 2018   | 2022   |
| ------ | ------ | ------ |
| 28 509 | 28 355 | 28 397 |